# Péguilhan
Péguilhan község Franciaország Okcitánia régiójában, Haute-Garonne megyében. Lakosainak száma 255 fő (2022. január 1.). Péguilhan Lalanne-Arqué, Boulogne-sur-Gesse, Nénigan, Saint-Ferréol-de-Comminges, Montbernard, Mondilhan, Montesquieu-Guittaut és Cap d’Astarac községekkel határos.
Új községként 2017. január 1-jén jött létre, amikor a régi Péguilhan egyesült Lunax korábbi községgel.

## Népesség
A település népességének változása:
| Lakosok száma | 295  | 286  | 276  | 267  | 263  | 258  | 255  |
|               | 2015 | 2017 | 2018 | 2019 | 2020 | 2021 | 2022 |